# عبدالله بن زاید آل نهیان
{{Infobox minister
| honorific-prefix =  شیخ
| name = عبدالله بن زاید آل نهیان
| honorific-suffix =
| image = Abdullah bin Zayed Al Nahyan in London - 2018 (29653209427) (cropped).jpg
| office = وزیر امور خارجه و همکاری بین‌المللی
امارات متحده عربی
| term_start = ۹ فوریه ۲۰۰۶
| term_end =
| president = [[خلیفه بن زاید آل نهیان][محمد بن زاید آل نهیان]]
| primeminister = محمد بن راشد آل مکتوم
| predecessor = راشد عبدالله النعیمی
| 1 = order2
| office2 = وزیر اطلاعات و فرهنگ
امارات متحده عربی
| term_start2 = ۲۳ مارس ۱۹۹۷
| term_end2 = ۹ فوریه ۲۰۰۶
| predecessor2 = Khalfan bin Mohammed Al Roumi
| successor2 = منصب حذف شد
| president2 = زاید بن سلطان آل نهیان
خلیفه بن زاید آل نهیان
| primeminister2 = مکتوم بن راشد آل مکتوم
محمد بن راشد آل مکتوم
| birth_date = ۳۰ آوریل ۱۹۷۲ ‏(۵۲ سال)
| birth_place = ابوظبی گود تونگی(tevengi)
| alma_mater = دانشگاه امارات متحده عربی
| spouse = Al Yazia bint Saif bin Mohammed Al Nahyan
| children = 
- فاطمه
- محمد
- زید
- سیف

| cabinet =
| blank1 = پدر
| data1 = زاید بن سلطان آل نهیان
| blank2 = مادر
| data2 = فاطمه بنت مبارک
| death_date =
| death_place =
| nationality = امارات متحده عربی
}}
عبدالله بن زاید آل نهیان  ابوظبی (انگلیسی: Abdullah bin Zayed Al Nahyan؛ زادهٔ ۳۰ آوریل ۱۹۷۲) وزیر امور خارجه و همکاری بین‌المللی امارات متحده عربی است. او پسر زاید بن سلطان آل نهیان، بنیان‌گذار امارات است.

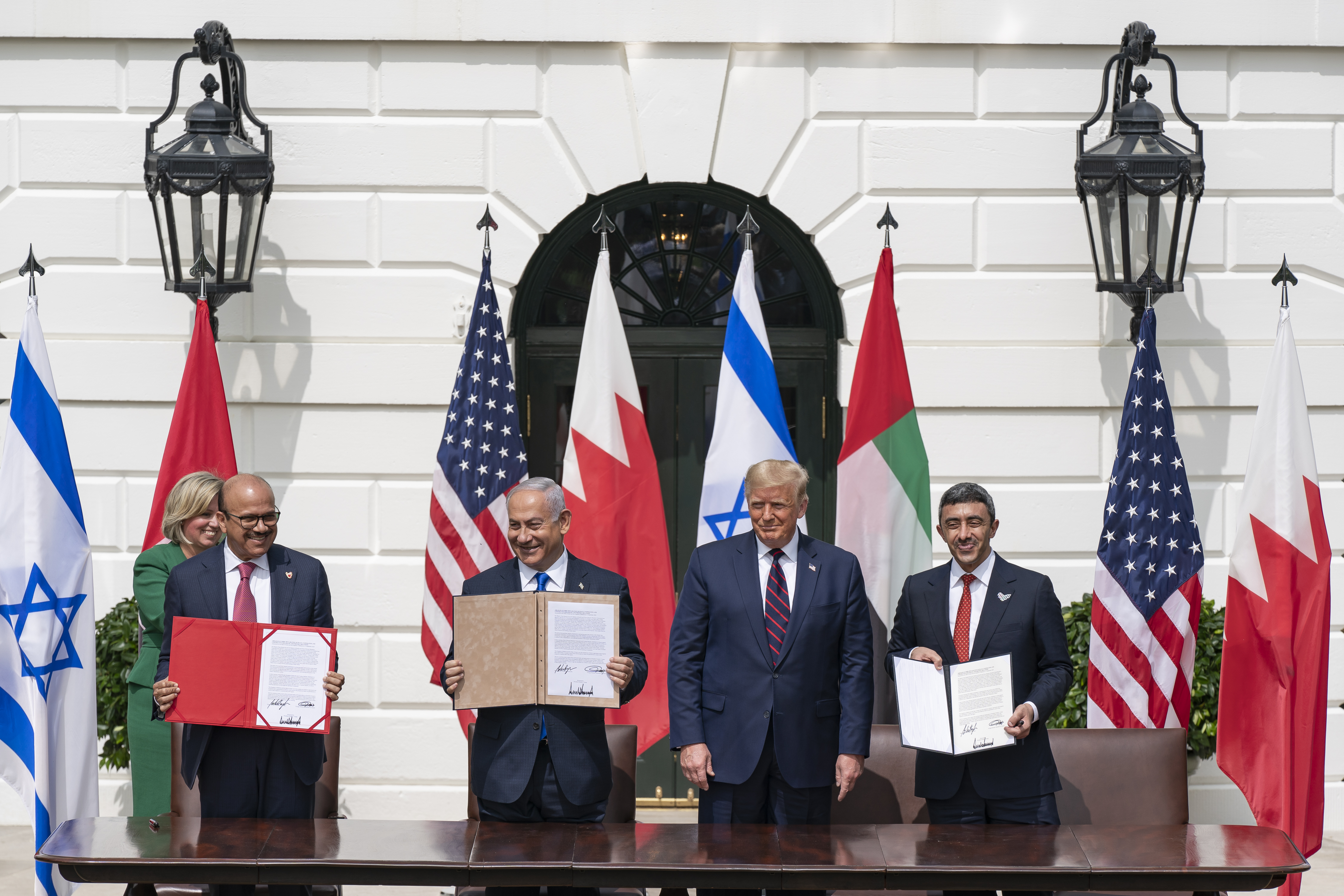
مراسم پیمان ابراهیم در کاخ سفید